# Lena Adelsohn Liljeroth
Lena Elisabeth Adelsohn Liljeroth (ur. 24 listopada 1955 w Sztokholmie) – szwedzka polityk i dziennikarka, parlamentarzystka, od 2006 do 2014 minister kultury.

## Życiorys
Studiowała politologię i socjologię na Uniwersytecie w Sztokholmie. W 1980 uzyskała dyplom w Szkole Dziennikarstwa w Sztokholmie. Była publicystką w "SAF-tidningen", piśmie szwedzkiej organizacji pracowników (Svenska Arbetsgivareföreningen). W latach 1985–2002 jako freelancer współpracowała z federacją prywatnych przedsiębiorców. Wydała kilka prac z zakresu socjologii i działalności wolontariatu.
Od 1998 do 2002 zasiadała w sztokholmskiej radzie miasta. W 2002 i 2006 była wybierana w skład Riksdagu z listy konserwatystów. Pod koniec października 2006 została powołana na urząd ministra kultury w rządzie Fredrika Reinfeldta. Zastąpiła na tym stanowisku Cecilię Stegö Chilò, która zrezygnowała po dziesięciu dniach pełnienia tej funkcji. Utrzymała tę funkcję także po wyborach w 2010, w których również uzyskała reelekcję do Riksdagu. Zakończyła urzędowanie w 2014.
Żona Ulfa Adelsohna, lidera partii koalicyjnej w latach 1981–1986. Od urodzenia jest osobą częściowo niesłyszącą.